# چاه قدرت
چاه قدرت، روستایی در دهستان شندان بخش مرکزی شهرستان سیب و سوران در استان سیستان و بلوچستان ایران است.

## جمعیت
بر پایه سرشماری عمومی نفوس و مسکن در سال ۱۳۹۵، جمعیت این روستا برابر با ۱۳۵ نفر (۴۶ خانوار) بوده‌است.